# Vickers QF de 3 libras
El Vickers QF de 3 libras era un cañón naval británico probado por primera vez en 1903. Fue empleado a bordo de los navíos de la Royal Navy. Era más potente que el viejo Hotchkiss QF de 3 libras y no estaba relacionado con este, empleando una carga propulsora casi dos veces más grande, aunque inicialmente disparaba los mismos obuses de acero con carga explosiva de Lyddita que el Hotchkiss.

## Desarrollo
Desde 1904, la Royal Navy compró más de 154 cañones Vickers QF de 3 libras para emplearlos como armas antilanchas torpederas a bordo de los buques capitales y para armar a buques más pequeños. La Vickers empezó a producir estos cañones en 1905 y cuando cesó su producción en 1936, se habían producido un total de 600 unidades.

## En servicio con la Royal Navy

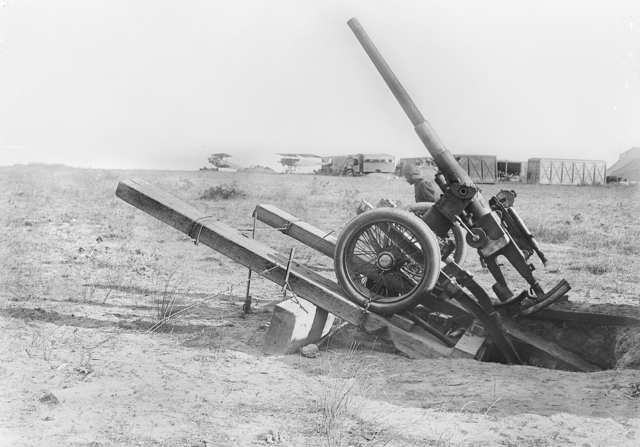
Cañón del RNAS montado sobre un afuste antiaéreo improvisado, Tenedos, Dardanelos, 1915. Fotografía de Ernest Brooks.

Para 1911, unos 193 Vickers QF de 3 libras estaban en servicio y fueron armamento estándar en la Royal Navy hasta 1915. En aquel año, su empleo durante la Primera Guerra Mundial demostró que eran armas ineficaces y fueron rápidamente retiradas de la mayoría de los grandes navíos. Durante el período de entreguerras fueron ampliamente utilizados para armar buques ligeros y embarcaciones fluviales. Algunos fueron convertidos en cañones antiaéreos y para 1927, por lo menos 62 cañones habían sido convertidos a este papel. 